# Tournoi de tennis des championnes (WTA 2009)
Résultats détaillés de l'édition 2009 du tournoi de tennis professionnel féminin Tournoi de tennis des championnes.
Les douze compétitrices qualifiées s'affrontent d'abord dans quatre poules de trois joueuses ; la gagnante de chacune est ensuite qualifiée pour des matchs à élimination directe, en demi-finale puis finale.
La compétition ne comporte pas de tableau de double dames.

## Faits marquants
Le 5 novembre, la Belge Yanina Wickmayer reçoit une suspension d'un an de la part du tribunal antidopage de la Communauté flamande de Belgique, au même titre que son compatriote Xavier Malisse, pour « manquements dans la transmission des informations de localisation », peine requise dans le cadre de la lutte antidopage. La demi-finaliste du dernier US Open se voit donc aussitôt disqualifiée pour la fin du tournoi, indépendamment d'un éventuel appel de sa part auprès du Tribunal arbitral du sport.

### Phase de poules
- Groupe A – La tête de série numéro un de l'épreuve, Marion Bartoli, remporte ses deux matchs (sans perdre un set) face à Magdaléna Rybáriková puis Shahar Peer et se qualifie donc ipso facto dans le dernier carré.
- Groupe B – Pourtant favorite de sa poule, l'Australienne Samantha Stosur se fait surprendre par María José Martínez Sánchez à qui elle abandonne sa place en demi-finale. La Hongroise Ágnes Szávay repart avec deux défaites sans victoire.
- Groupe C – Invitée par les organisateurs, la vétérante Kimiko Date Krumm (101e mondiale), parvient à s'extirper de son groupe, profitant malgré elle de la disqualification de la Belge Yanina Wickmayer. Vera Dushevina, remplaçante de dernière minute, bat Anabel Medina Garrigues et, avec un seul match à son compteur, termine à la deuxième place du groupe.
- Groupe D – La Française Aravane Rezaï, la moins bien classée de la poule, se défait successivement de Sabine Lisicki et Melinda Czink pour s'offrir une place en demi.

### Phase finale
En demi-finale, Marion Bartoli bat la Japonaise Kimiko Date Krumm, en deux manches à sens unique. Aravane Rezaï l'imite en se défaisant de l'Espagnole María José Martínez Sánchez.
Lors de la finale 100 % française, Marion Bartoli abandonne après avoir concédé le premier set (7-5), permettant à Aravane Rezaï de remporter le second titre de sa carrière après celui de Strasbourg en mai 2009.

## Joueuses qualifiées
| N°       | Joueuse                     | Parcours              | Parcours               |
| 1 (12)   | Marion Bartoli              | Finale battue par     | Aravane Rezaï (10)     |
| 2 (13)   | Samantha Stosur             | 2e du groupe B        | 1 victoire, 1 défaite  |
| 3 (18)   | Yanina Wickmayer            | Disqualifiée          | 1 victoire, 0 défaite  |
| 4 (25)   | Sabine Lisicki (WC)         | 2e du groupe D        | 1 victoire, 1 défaite  |
| 5 (28)   | Anabel Medina Garrigues     | 3e du groupe C        | 0 victoire, 2 défaites |
| 6 (30)   | María José Martínez Sánchez | 1/2 finale battue par | Aravane Rezaï (10)     |
| 7 (31)   | Shahar Peer                 | 2e du groupe A        | 1 victoire, 1 défaite  |
| 8 (38)   | Melinda Czink               | 3e du groupe D        | 0 victoire, 2 défaites |
| 9 (42)   | Ágnes Szávay                | 3e du groupe B        | 0 victoire, 2 défaites |
| 10 (44)  | Aravane Rezaï               | Victoire bat          | Marion Bartoli (1)     |
| 11 (46)  | Magdaléna Rybáriková        | 3e du groupe A        | 0 victoire, 2 défaites |
| 12 (101) | Kimiko Date Krumm (WC)      | 1/2 finale battue par | Marion Bartoli (1)     |
| 13 (48)  | Vera Dushevina (Alt)        | 2e du groupe C        | 1 victoire, 0 défaite  |

La Russe Vera Dushevina est désignée remplaçante.
Vera Zvonareva, elle-même remplaçante aux Masters de Doha, déclare forfait pour ce tournoi ; elle devrait théoriquement être pénalisée par les instances de la WTA d'une amende de 25 000 $. L'Italienne Flavia Pennetta, pourtant qualifiée, renonce pour sa part à disputer l'épreuve, en raison de sa participation (la même semaine) à la finale de la Fed Cup face aux États-Unis.
Les deux invitations du tournoi, après avoir été successivement refusées par Kim Clijsters, Amélie Mauresmo, Maria Sharapova, Ana Ivanović et Daniela Hantuchová, sont finalement attribuées à la vétérante Kimiko Date Krumm et à la jeune Sabine Lisicki.

## Primes et points
| Tour                           | Prime     | Points |
| ------------------------------ | --------- | ------ |
| Victoire                       | 200 000 $ | 600    |
| Finale                         | 100 000 $ | 420    |
| 1/2 finale                     | 50 000 $  | 250    |
| 1 victoire en Round Robin      | 32 500 $  | 160    |
| Aucune victoire en Round Robin | 15 000 $  | 70     |

Source: (en) Tableaux officiels de la WTA : simple — double — qualifications [PDF].

## Résultats en simple

### Groupe I (A)
| # | Vainqueur      | Adversaire           | Score     |
| 1 | Marion Bartoli | Magdaléna Rybáriková | 6-4, 6-4  |
| 2 | Shahar Peer    | Magdaléna Rybáriková | 6-1, 7-64 |
| 3 | Marion Bartoli | Shahar Peer          | 6-3, 6-2  |

| # | N°   | Joueuse              | Matchs gagnés-perdus | Sets gagnés-perdus |
| 1 | (1)  | Marion Bartoli       | 2-0                  | 4-0                |
| 2 | (7)  | Shahar Peer          | 1-1                  | 2-2                |
| 3 | (11) | Magdaléna Rybáriková | 0-2                  | 0-4                |

### Groupe II (B)
| # | Vainqueur           | Adversaire      | Score         |
| 1 | Samantha Stosur     | Ágnes Szávay    | 6-2, 3-6, 6-1 |
| 2 | María José Martínez | Ágnes Szávay    | 4-6, 6-4, 6-0 |
| 3 | María José Martínez | Samantha Stosur | 7-64, 7-5     |

| # | N°  | Joueuse             | Matchs gagnés-perdus | Sets gagnés-perdus |
| 1 | (6) | María José Martínez | 2-0                  | 4-1                |
| 2 | (2) | Samantha Stosur     | 1-1                  | 2-3                |
| 3 | (9) | Ágnes Szávay        | 0-2                  | 2-4                |

### Groupe III (C)
| # | Vainqueur         | Adversaire        | Score         |
| 1 | Yanina Wickmayer  | Kimiko Date-Krumm | 7-65, 6-3     |
| 2 | Kimiko Date-Krumm | Anabel Medina     | 6-4, 6-3      |
| 3 | Vera Dushevina    | Anabel Medina     | 2-6, 6-1, 7-5 |

| # | N°   | Joueuse           | Matchs gagnés-perdus | Sets gagnés-perdus |
| 1 | (12) | Kimiko Date-Krumm | 1-1                  | 2-2                |
| 2 | (5)  | Anabel Medina     | 0-2                  | 1-4                |
| 3 |      | Yanina Wickmayer  | 1-0                  | 2-0                |
| 4 | (13) | Vera Dushevina    | 1-0                  | 2-1                |

### Groupe IV (D)
| # | Vainqueur      | Adversaire     | Score          |
| 1 | Aravane Rezaï  | Sabine Lisicki | 1-6, 6-3, 6-4  |
| 2 | Aravane Rezaï  | Melinda Czink  | 6-3, 7-5       |
| 3 | Sabine Lisicki | Melinda Czink  | 6-2, 6-71, 6-4 |

| # | N°   | Joueuse        | Matchs gagnés-perdus | Sets gagnés-perdus |
| 1 | (10) | Aravane Rezaï  | 2-0                  | 4-1                |
| 2 | (4)  | Sabine Lisicki | 1-1                  | 3-3                |
| 3 | (8)  | Melinda Czink  | 0-2                  | 1-4                |

### Tableau final
|  |                     |            |               |            |                |     |   |        |        |        |        |        |
|  | 1/2 finale          | 1/2 finale | 1/2 finale    | 1/2 finale | 1/2 finale     |     |   | Finale | Finale | Finale | Finale | Finale |
|  |                     |            |               |            |                |     |   |        |        |        |        |        |
|  |                     |            |               |            |                |     |   |        |        |        |        |        |
|  | Marion Bartoli      | (1)        | 6             | 6          |                |     |   |        |        |        |        |        |
|  | Marion Bartoli      | (1)        | 6             | 6          |                |     |   |        |        |        |        |        |
|  | Kimiko Date-Krumm   | (12)       | 1             | 3          |                |     |   |        |        |        |        |        |
|  | Kimiko Date-Krumm   | (12)       | 1             | 3          | Marion Bartoli | (1) | 5 | ab.    |        |        |        |        |
|  |                     |            |               |            |                | (1) | 5 | ab.    |        |        |        |        |
|  |                     |            | Aravane Rezaï | (10)       | 7              |     |   |        |        |        |        |        |
|  | Aravane Rezaï       | (10)       | Aravane Rezaï | (10)       | 7              | 6   | 6 |        |        |        |        |        |
|  | Aravane Rezaï       | (10)       |               |            |                | 6   | 6 |        |        |        |        |        |
|  | María José Martínez | (6)        | 2             | 3          |                |     |   |        |        |        |        |        |
|  | María José Martínez | (6)        | 2             | 3          |                |     |   |        |        |        |        |        |